# Калиновский сельсовет (Ленинский район)
Калиновский сельсовет — упразднённая административно-территориальная единица, существовавшая на территории Московской губернии и Московской области до 1960 года.
Калиновский с/с был образован в первые годы советской власти. По данным 1919 года он входил в состав Сухановской волости Подольского уезда Московской губернии.
В 1926 году Калиновский с/с включал деревни Калиновка и Федюково.
В 1929 году Калиновский с/с был отнесён к Ленинскому району Московского округа Московской области.
10 ноября 1954 года из Калиновского с/с в Брянцевский с/с Подольского района было передано селение Федюково.
28 июля 1960 года Ленинский район был упразднён, а на части его территории был образован Ульяновский район, в состав которого вошёл и Калиновский с/с.
17 декабря 1960 года Калиновский с/с был упразднён, а его территория объединена с Тарычевским с/с в новый Горкинский с/с.